# Gatti Precorvi
Gatti Precorvi è un'azienda italiana attiva dal 1941 nel settore della metallurgia. È specializzata nella produzione di lamiere forate e lamiere bugnate.

## Storia
Gatti Precorvi nasce nel centro della città di Bergamo nel 1941, dall'iniziativa del fondatore Alessandro Precorvi operante nel settore dei mulini (setacci per farine) e dei vagli separatori.
Successivamente a partire dagli anni '50 avviene il progressivo inserimento dei 5 fratelli Precorvi (Luigi, Giuliano, Albertina, Adriana e Ferdinando) ed il trasferimento, nel 1960, ad Almè, in provincia di Bergamo. La tipologia societaria alla creazione è Società in nome collettivo (S.n.c.).
Nel 1972, alcuni anni dopo la morte del fondatore Alessandro Precorvi, la società diviene Società per Azioni (S.p.A.)
Nel 1996 l'apparato produttivo viene spostato in un nuovo stabilimento di 40000 m² a Medolago.
Il 1º gennaio 2010 si costituisce il Gruppo Gatti Precorvi, composto dalla capogruppo Gatti Precorvi Holding S.p.A. e dall'operativa Gatti Precorvi S.r.l..
Il 1º marzo 2011 viene aperta la Gatti Precorvi France, filiale commerciale della Gatti Precorvi S.r.l., con sede a Saint Priest nella comunità urbana di Lione.

## Settori di mercato
I prodotti realizzati da Gatti Precorvi trovano applicazione in diversi settori industriali, tra cui:
- Agricoltura (macchinari agricoli, essiccatoi)
- Elettrodomestici (filtri per lavastoviglie, pannelli frontali per forni a microonde)
- Ferrovie (pannelli forati per controsoffitti)
- Edilizia (pannelli frangisole per facciate, coperture, facciate continue e ventilate)
- Industria alimentare (pannelli forati in acciaio inox)
- Costruzioni navali (passerelle, portacavi, scale, piattaforme)
- Insonorizzazione (pannelli forati per barriere fonoassorbenti stradali e ferroviarie)
- Arredamento (arredi urbani e mobili da giardino)

## Realizzazioni
Tra le più importanti realizzazioni di Gatti Precorvi figurano:
- La produzione di 29000 pale frangisole[1] come parte integrante del muro climatico di Palazzo Lombardia.[2] Nel 2012 il Council of Tall Buildings and Urban Habitat (Ctbuh) di Chicago lo ha premiato come miglior grattacielo d'Europa per il 2012. Il riconoscimento ha tenuto conto di fattori quali: design, sostenibilità e innovazione.[3][4].
- Produzione di 12000 m² di cassette in acciaio inossidabile per le facciate continue con sistema a cellule strutturali del palazzo Tour - F di Parigi sede del ministero della difesa francese.
- Produzione di 12000 pale frangisole come parte integrante del muro climatico passivo di Maroc Telecom a Rabat in Marocco.
- La superficie ombreggiante composta da frangisole in alluminio perforato e verniciato[5] per il Palazzo dei Congressi di Riccione
- Sistema facciata del Palasport Olimpico di Torino[6]